# UBS Gstaad Pro-Am
Das UBS Gstaad Pro-Am ist ein Golf-Turnier mit regionaler Ausstrahlung, welches im Golf-Club Gstaad-Saanenland in der Schweiz ausgetragen wird.

## Geschichte
Das Turnier wird seit 1986 ausgetragen und wurde seit Beginn von UBS unterstützt. Nach einigen Wechsel bei den Hauptsponsoren, kehrte UBS 2008 als Hauptsponsor zurück. 

## Spielformat
An diesem zweitägigen Turnier gehen Teams an den Start, die aus einem Berufsgolfer und drei Amateuren gebildet werden.  Das Turnier ist öffentlich und es stehen insgesamt 42 Team-Startplätze zur Verfügung. Einziges Kriterium für die Anmeldung ist die Handicap-Limite bei den Amateuren. Bei den Damen beträgt sie 24 und bei den Herren 18. Dieses Spielformat nennt sich Pro-Am. Nach 36 gespielten Löchern zählen für die Teamwertung jeweils die zwei besten Netto-Wertungen pro Loch. Gewertet werden die über zwei Runden erspielten Team- wie auch individuelle Wertungen der Berufsgolfer.

## Teilnehmer
Das UBS Gstaad Pro-Am ist  eines der wenigen Pro-Am's, das Mitgliedern eines anerkannten Golfclubs die Möglichkeit bieten einen eigenen Flight zusammenzustellen und als Team an einem nationalen Wettbewerb teilzunehmen.
In den Jahren seit der Gründung dieses Turniers waren Berufsgolfer am Start, die auf der Challenge-, Alps- oder auf der Ladies European Tour spielen oder dem Schweizerischen professionellen Golfverband (Swiss PGA) angehören. Es waren einige darunter, welche am Solheim Cup teilgenommen oder Turniere auf der PGA European Tour gespielt haben, wie zum Beispiel: Martina Eberl (De), Julien Clément (CH), Raphaël de Sousa (CH),  Martin Rominger (CH), Nicolas Sulzer (CH), Nuria Clau (E), Sara Beautell (E), Marcus Knight (UK) und weitere.